# Andinoacara
Genre
Andinoacara est un genre de poissons d'eau douce de la famille des Cichlidae.

## Répartition
Selon les espèces, ces poissons se rencontrent en Amérique centrale ou en Amérique du Sud.

## Liste des espèces
Selon World Register of Marine Species (7 janvier 2024) :
- Andinoacara biseriatus (Regan, 1913)
- Andinoacara blombergi Wijkmark, Kullander & Barriga Salazar, 2012
- Andinoacara coeruleopunctatus (Kner, 1863)
- Andinoacara latifrons (Steindachner, 1878)
- Andinoacara pulcher (Gill, 1858)
- Andinoacara rivulatus (Günther, 1860)
- Andinoacara sapayensis (Regan, 1903)
- Andinoacara stalsbergi Musilová, Schindler & Staeck, 2009

## Classification
Le nom valide complet (avec auteur) de ce taxon est Andinoacara Musilová (d), Říčan (d) & Novák (d), 2009,.

## Publication originale
- (en + fr + de) Z. Musilová, O. Říčan et J. Novák, « Phylogeny of the Neotropical cichlid fish tribe Cichlasomatini (Teleostei: Cichlidae) based on morphological and molecular data, with the description of a new genus », Journal of Zoological Systematics and Evolutionary Research, Wiley-Blackwell, vol. 47, no 3,‎ août 2009, p. 234-247 (ISSN 0947-5745 et 1439-0469, OCLC 45232394, DOI 10.1111/J.1439-0469.2009.00528.X, lire en ligne).